# 西宮球技場

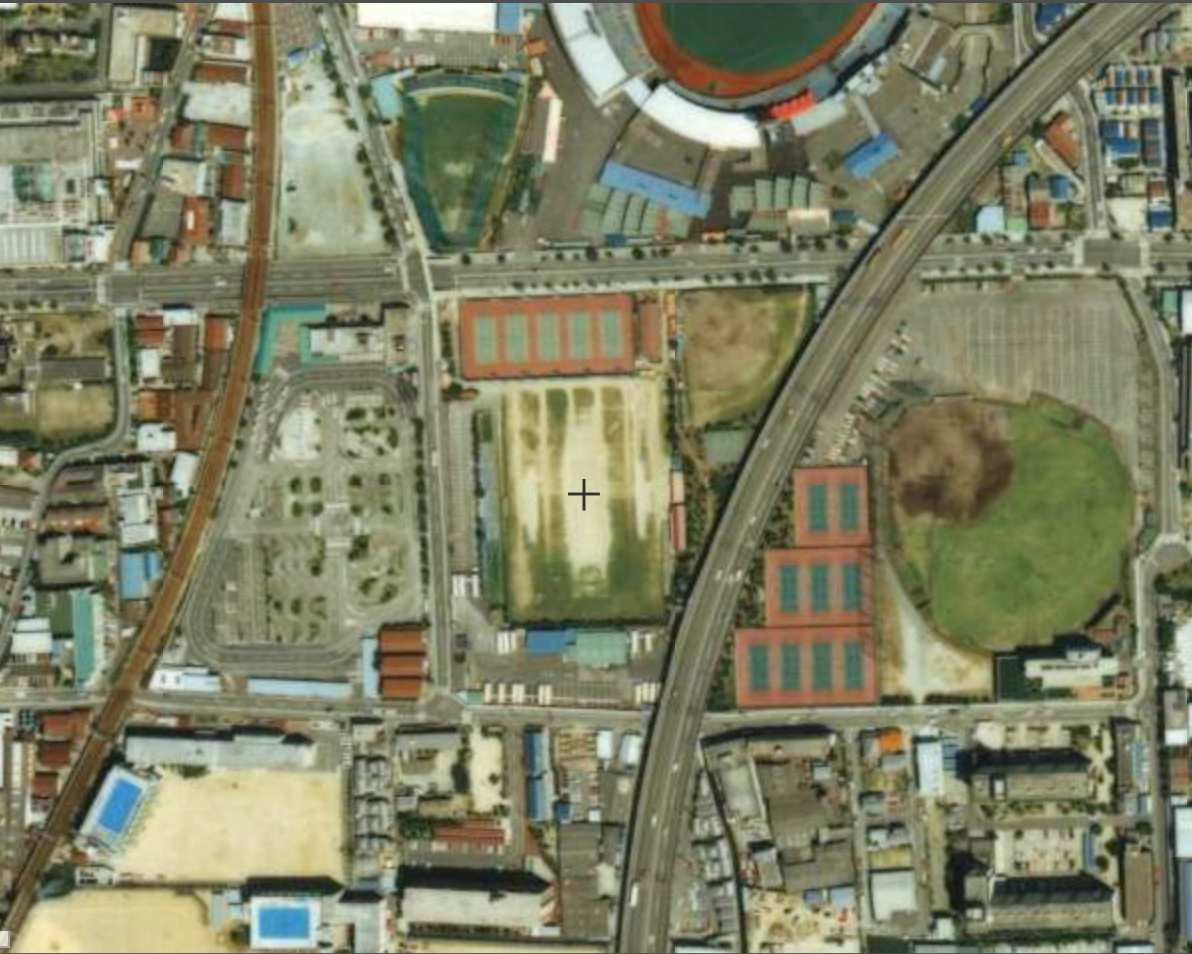
西宮球技場

西宮球技場（にしのみやきゅうぎじょう）は、2002年まで阪急電鉄が西宮市で経営していた球技場である。阪急西宮球場とともに西宮北口駅の南側に位置した。

## 概要
所在地は、西宮市深津町7。現在の阪急西宮ガーデンズ本館南側の山手幹線の南側で、阪急バス西宮営業所が南側に隣接していた。

## 施設
オープンは戦前の1937年。当初は球場外園として様々な催し物が行われた。1941年にはアメリカンフットボールの関西学生リーグの最初の試合である関西大学対関西学院大学戦が行われた。2000年頃には、この地を関西のアメリカンフットボール史の原点とした記念プレートが球技場入口付近に設置されている。
戦後、使用が再開されなかった甲子園南運動場（阪神甲子園球場南側にあった陸上競技場）の代替として1947年に全国中等学校蹴球選手権大会（1949年より全国高等学校蹴球選手権大会、現在の全国高等学校サッカー選手権大会）と全国中等学校蹴球大会（1949年より全国高等学校ラグビーフットボール大会）の会場として使われるなど、サッカー、ラグビーの会場としても使われ、関西に於けるフットボールのメッカといわれた。この頃は球技場の東側に長軸方向の異なるサブグラウンドが2面あり、試合数の増加に対応して使用されていた。普段のサブグラウンドは阪急ブレーブスが練習場として利用していたという。
その後メイングラウンドをかすめるように名神高速道路が建設されることになり、1962年に一時閉鎖されることとなった。1962年の航空写真では芝生が野球場の内野のように剥がされていることが確認でき、サブグラウンドを練習場としていた阪急ブレーブスがメイングラウンドを利用していたと思われる。全国高等学校ラグビーフットボール大会は同じく2面のサブグラウンドを持つ近鉄花園ラグビー場に会場を移し再び開催されることは無かった。その後1965年に球技場としての使用が再開され、再び全国高等学校サッカー選手権大会の試合も開かれたが長居陸上競技場が新設されたこともありメイン会場ではなくなっている。さらに開催もなくなり大会自体が1976年度から関東に移された。アメリカンフットボールの試合は継続的に行われていたが1978年に西宮球場が人工芝球場となってからは（内野部分は土で、全面人工芝になるのは1990年から）、大試合はそこで開催される機会が増えていき、本球技場では大学・社会人の下位リーグや高校の試合が行われる傾向が強くなっていった。東側にあったサブグラウンドは狭くなり（使用自体が無くなった可能性もある）、1970年代後半にテニスコートや西宮第二球場へと転換されていった。
本来は天然芝のグラウンドであったが、試合のない時は駐車場として使用される等した事もあって大部分で砂地が露出し、風の強い日は砂埃の舞う局面が多かった。また、水はけが悪く、雨が降った際にはすぐぬかるみ、田んぼのような状況のフィールドで両チームが泥まみれで区別のつかない中試合が行われる事もたびたび起こった。
東側メインスタンドは3000人規模で1995年の地震の際も座席が取り替えられた他は大きな損傷を受けなかった。西側バックスタンドは緩い石段のみだったが、桜並木が植えられ、春シーズン開幕の時分にはゲーム観戦と桜を共に楽しむ光景も見られた。
2002年3月の西宮競輪の廃止に端を発して、阪急電鉄が西宮スタジアムの営業終了を決定した際、関西学生アメリカンフットボール連盟では本球技場を改装、15,000人規模にスタンドを増設して、フットボール関係者にとっての「聖地」を維持する構想を発表したが、最寄り駅である西宮北口駅周辺の再開発の意向等もあり、スタジアム・球技場の双方を廃止する方針は覆らず、西宮スタジアムの営業終了に追随する形で2002年のシーズン終了後に、隣接したゴルフ練習場・スイミングスクール等と共に閉鎖された。
なお、2002年春に設置されたアメリカンフットボール用のスコアボードは、閉鎖後関西学生アメリカンフットボール連盟に譲渡され、翌2003年春に神戸市王子スタジアムに移設され、現在も使用されている。

## 跡地の現状
跡地は阪急西宮ガーデンズの開店に合わせて利用客のための駐車場として整備された。記念プレートは歩行者専用通路に残されている。
その後敷地の南半分については医療法人敬愛会 が用地を取得し、2012年3月1日に 西宮敬愛会病院 として開院し、北半分には2018年10月1日に阪急西宮ガーデンズの別館がオープンしている。
| 先代 山梨県営球技場 （山梨県） | 天皇杯全日本サッカー選手権大会 決勝戦会場 第35回 | 次代 埼玉県営大宮陸上競技場 （埼玉県） |